# 山家村 (京都府)
山家村（やまがむら）は、京都府何鹿郡にあった村。現在の綾部市中心部の東方、国道27号の沿線、山陰本線・山家駅の周辺にあたる。

## 地理
- 河川：由良川、上林川

## 歴史
- 1889年（明治22年）4月1日 - 町村制の施行により、鷹栖村・戸奈瀬村・釜輪村・橋上村・広瀬村・上原村・西原村・和木村・下原村の区域をもって発足。
- 1950年（昭和25年）8月1日 - 綾部町・中筋村・吉美村・西八田村・東八田村・口上林村と合併して綾部市が発足。同日山家村廃止。
- 1953年（昭和28年） - 旧当村の区域において、上原の一部より下替地町が、鷹栖の一部より東山町と旭町がそれぞれ分離。

## 交通

### 鉄道路線
- 日本国有鉄道
  - 山陰本線
    - 山家駅

### 道路
現在は旧村域を丹波綾部道路が通過するが、当時は未開通。